# 堀留橋
堀留橋（ほりどめばし）は、東京都千代田区にある日本橋川に架かる橋である。「こおろぎ橋」の別名を持つ。

## 歴史
江戸時代初期の神田川開削の際に日本橋川の神田川からの分流点より堀留橋までの区間が埋めたてられ、この付近が堀の終点となっていたことから｢堀留」の名がある。1903年に再びこの区間が開削され日本橋川となった。現在の橋は、関東大震災後の震災復興橋梁の一つで、1926年5月11日竣工、橋長26.6 m、幅27.8 mの鉄筋コンクリートアーチ橋。表面を石貼りとしている。専大通りを通し、下流側両岸には、首都高速5号池袋線西神田出入口が接続する。中央区日本橋堀留町は本橋とは3 km以上離れており、直接の関係はない。
堀留橋は2007年（平成19年）3月28日に千代田区景観まちづくり重要物件に指定された。

## 隣の橋
- 日本橋川
  - （上流） - 新川橋 - 堀留橋 - 南堀留橋 - （下流）